# Albrecht Ritschl
Albrecht Ritschl (Berlino, 25 marzo 1822 – Gottinga, 20 marzo 1889) è stato un teologo tedesco.
Dal 1859 insegnò teologia all'università di Bonn e dal 1864 fu docente a Gottinga. Ritschl considerò il cristianesimo un fatto completamente etico, che nasce da un senso di indipendenza causato in parte dall'intelletto umano e non ha invece radici nel soprannaturale. Il pensiero del teologo berlinese influenzò molti, tra cui Louis-Auguste Sabatier e suo figlio Otto Ritschl.